# Martin Wagle
Martin Wagle (* 29. Januar 1966 in Pfarrkirchen) ist ein deutscher Politiker der CSU. Seit November 2018 ist er Mitglied des Bayerischen Landtags.

## Lebenslauf
Nach seinem Abitur 1986 und dem anschließenden Wehrdienst machte Wagle eine Ausbildung zum Gärtner. Von 1989 bis 1995 studierte er an der Universität Passau Betriebswirtschaftslehre. Sein Studium schloss er mit dem Titel des Diplom-Kaufmanns ab. Seit 1998 ist er Gärtnermeister, seit 2003 selbstständig. Er ist verheiratet und hat zwei Töchter. Er ist römisch-katholischer Konfession.

## Politische Ämter
Wagle ist seit 2002 Mitglied des Stadtrates in Pfarrkirchen und war von 2014 bis 2020 zweiter Bürgermeister der Stadt.
Seit 2017 ist er Kreisvorsitzender der CSU Rottal-Inn und seit 2023 Mitglied der Kommission für Bauen, Verkehr und Infrastruktur der CSU.
Bei der Landtagswahl am 14. Oktober 2018 wurde er als Direktkandidat im Stimmkreis Rottal-Inn in den Bayerischen Landtag gewählt. Wagle erreichte 44,3 Prozent der Erststimmen. Dort war er Mitglied des Ausschusses für Wohnen, Bau und Verkehr, des Ausschusses für Umwelt und Verbraucherschutz und des Beirats für Informations- und Kommunikationstechnik (IuK-Beirat). Bei der Landtagswahl 2023 zog er erneut in den Landtag ein. Dort ist er Mitglied des Ausschusses für Wohnen, Bau und Verkehr und der Kontrollkommission BayernFonds. Zudem ist er stellvertretender Vorsitzender der CSU-Fraktion und Schriftführer im Präsidium des Bayerischen Landtags.